# Комаров, Игорь Геннадьевич
И́горь Генна́дьевич Комаро́в (род. 27 января 1957) — советский и российский хирург-онколог высшей квалификационной категории, доктор медицинских наук, профессор.

## Биография
Родился в семье врачей в городе Ростов-на-Дону. Закончил Первый Московский государственный медицинский университет имени И. М. Сеченова в 1980 году.
С 1980 по 1982 годы обучался в ординатуре по специальности «Онкология» на хирургическом факультете Центрального ордена Ленина института усовершенствования врачей. С 1983 по 1987 годы проходил аспирантуру по онкологии в Онкологическом научном центре АМН СССР.
В 1987 году защитил диссертацию на соискание ученой степени кандидат медицинских наук, а в 2000 году — диссертацию на соискание ученой степени доктор медицинских наук.
Ведущий хирург-онколог высшей квалификационной категории с хирургическим опытом работы более 30 лет. Является основоположником развития видеохирургии в Национальном медицинском исследовательском центре онкологии им. Н. Н. Блохина. На экспертном уровне владеет широким спектром как видеохирургических, так и «открытых» — традиционных оперативных вмешательств при различных онкологических заболеваниях.
В должности профессора читает лекции курсантам на кафедре онкологии Российской медицинской академии непрерывного последипломного образования Минздрав России.

## Опыт работы
С 1982 по 1998 годы работал хирургом-онкологом, младшим научным сотрудником, научным сотрудником, старшим научным сотрудником в диагностическом отделении Онкологического научного центра АМН СССР.
В 1990—1993 годах находился в служебной командировке в Тунисе в качестве хирурга отделения абдоминальной и экстренной хирургии Университетского госпиталя.
С 1998 года — ведущий научный сотрудник отделения хирургического № 2 НИИ клинической онкологии ФГБУ «Национальный медицинский исследовательский центр онкологии им. Н. Н. Блохина Минздрава России».
Выполняет весь спектр видеохирургических вмешательств при опухолях брюшной, грудной полостей, забрюшинной локализации, а также операции при онкопатологии молочной железы. Осуществляет диагностические и лечебные мероприятия у больных с метастазами злокачественных опухолей без выявленного первичного очага.
За время трудовой деятельности имеет 3 свидетельства на изобретение, 4 монографии, более 300 публикаций в российских и международных научных изданиях.

## Диссертации
- «Антигены желудочного сока в диагностике предопухолевых заболеваний желудка» Дисс. … к.м.н. — М., 1987.
- «Метастазы злокачественных опухолей из невыявленного первичного очага (современные методы диагностики и лечения)» Дисс. … д.м.н. — М., 2000.

## Членство в профессиональных медицинских организациях
Является членом:
- ESSO — European Society of Surgical Oncology;
- EAES — European Association for Endoscopic Surgery;
- Российского общества клинической онкологии (RUSSCO);
- Ассоциации онкологов России (АОР);
- Экспертного совета по хирургическим наукам Высшей аттестационной комиссии при Министерстве науки и высшего образования Российской Федерации (ВАК при Минобрнауки России).
- Редакционной коллегии журнала «Онкогинекология».[2]

## Монографии
- Метастазы злокачественных опухолей без выявленного первичного очага. — М.: Триада-Х, 2002, — 135 с.
- Видеолапароскопия с применением интраоперационного ультразвукового исследования в абдоминальной онкологии. — М.: Триада-Х, 2003. — 80 с.
- Современные аспекты неотложной хирургии рака тонкой и толстой кишки. — М.: Изд-во ГУ РОНЦ им. Н. Н. Блохина РАМН, 2006, — 136 с.
- Видеолапароскопические операции на матке и её придатках у больных раком молочной железы. — М.: Триада-Х, 2007. — 70 с.

## Печатные работы
- Cancer metastases from unesteblished primary tumor (clinical aspects, diagnosis, treatment). Sov.Med.Rev.F.Oncology, 1991, № 4, pp. 1-33.
- Лечение больных с метастазами злокачественной опухоли из невыявленного первичного очага // Вестник РОНЦ им. Н. Н. Блохина РАМН. — 1999. — № 3. — С. 50—56.[3]
- Спорные вопросы диагностики и лечения метастазов при неустановленной первичной опухоли // Вестник РОНЦ им. Н. Н. Блохина РАМН. — 2001. — № 3. — С. 58—61.[3]
- Диагностические возможности видеоторакоскопических вмешательств у пациентов с объемными образованиями органов грудной клетки // Эндоскопическая хирургия. — 2001. — № 3. — С. 48—49.
- Лечебная тактика у больных с синдромом МНПО // Основы современной онкологии: учебник для студентов.  Ч 1. — М., 2002. — С. 192—198.
- Задачи видеолапароскопической хирургии в онкологической клинике // Возможности современной онкологии в диагностике и лечечении злокачественных заболеваний: Сборник научных трудов, посвященных памяти Б. Е. Петерсона. — М., 2003. — С. 101—104.
- Общие принципы диагностики злокачественных опухолей // Энциклопедия клинической онкологии. — М., ООО «РЛС-2004», 2004. — С. 26—30.
- Лапароскопическое клипирование сосудов как первый этап операций у больных с опухолями крестца // Эндоскопическая хирургия. — 2004. — № 1. — С. 82—83.
- Возможности видеоторакоскопии при интрапаренхиматозных метастазах в легких после выполненной предоперационной разметки // Эндоскопическая хирургия. — 2005. — № 1. — С. 42—43.
- Роль лапароскопической нефрэктомии в лечении опухолей почки // Эндоскопическая хирургия. — 2005. — № 1. — С. 180.
- Трансперитонеальная лапароскопическая адреналэктомия // Лапароскопическая хирургия в онкоурологии / Под ред. В. Б. Матвеева, Б. Я. Алексеева. — М.: АБВ-пресс, 2007. — С. 37—48.
- Лапароскопическая радикальная нефрэктомия // Лапароскопическая хирургия в онкоурологии / Под ред. В. Б. Матвеева, Б. Я. Алексеева. — М.: АБВ-пресс, 2007. — С. 57—80.
- Лапароскопическая забрюшинная лимфаденэктомия у больных с опухолями яичка // Лапароскопическая хирургия в онкоурологии / Под ред. В. Б. Матвеева, Б. Я. Алексеева. — М.: АБВ-пресс, 2007. — С. 178—192.
- Влияние эндохирургического вмешательства на противоопухолевую резистентность организма // Современная онкология. — 2008. — Т. 10, № 2. — С. 98—106.[4]
- Видеохирургия в онкологии // Проблемы клинической медицины. — 2008. — № 5—6. — С. 26—29.
- Видеохирургия как метод радикального лечения и полноценного стадирования рака тела матки // Российский биотерапевтический журнал. — 2009. — Т. 8, № 3. — С. 85—91.[5]
- Лапароскопические резекции печени у детей при опухолевом поражении // Детская онкология. — 2010. — № 1—2. — С. 33—36.
- Эндохирургия в лечении пациентов с опухолями аксиального скелета и паравертебральной зоны // Саркомы костей, мягких тканей и опухоли кожи. — 2010. — № 2. — С. 54—59.[6]
- Селективная тазовая лимфаденэктомия при раке тела матки // Вестник РОНЦ им. Н. Н. Блохина РАМН. — 2012. — Т. 23. № 1 — С. 45—53.[3]
- Дифференциальная диагностика первичных и метастатических опухолей яичников у больных раком толстой кишки // Онкологическая колопроктология. — 2013. — № 2. — С. 15—20.[7]
- Видеолапароскопические операции в диагностике лимфом // Клиническая онкогематология. — 2014. — Т. 7. № 4. — С. 540—550.[8]
- Летрозол в гормонотерапии рака молочной железы // Ремедиум Приволжье. — 2018. — № 1 (161). — январь-февраль. — С. 20—21.
- Метастазы плоскоклеточного рака в лимфатических узлах шеи без выявленного первичного очага / И. Г. Комаров, Д. А. Карселадзе, А. И. Сендерович.